# پرنیان‌بال گالبا
پرنیان‌بال گالبا (نام علمی: Chilades galba) گونه‌ای پروانه است که در تیره پرنیان‌بالان قرار دارد. زیستگاه این حشره قفقاز،افغانستان، عراق، مرکز و شرق شبه‌جزیره عربستان، قبرس. جنوب ترکیه و ایران می‌باشد.